# Pseudhammus shari
Pseudhammus shari är en skalbaggsart som beskrevs av Dillon 1959. Pseudhammus shari ingår i släktet Pseudhammus och familjen långhorningar. Inga underarter finns listade i Catalogue of Life.